# Slachting van Lidice

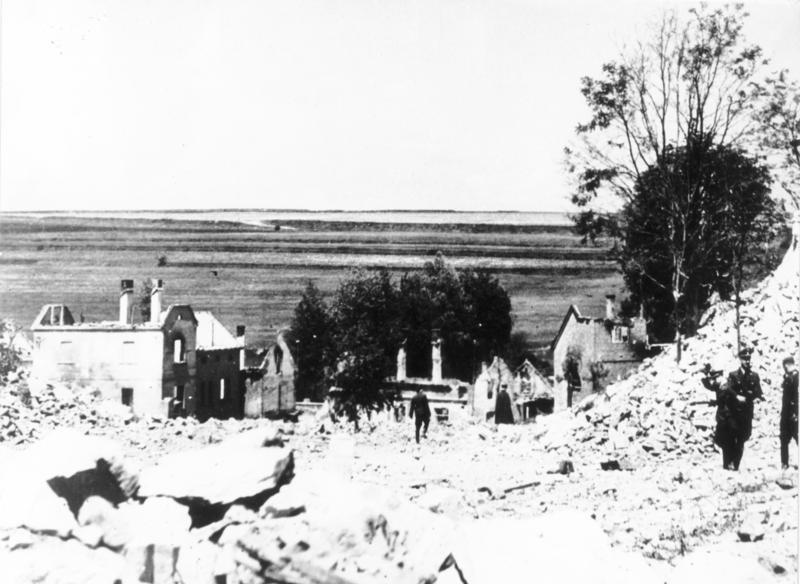
De vernietiging van het dorp met zijn inwoners in 1942

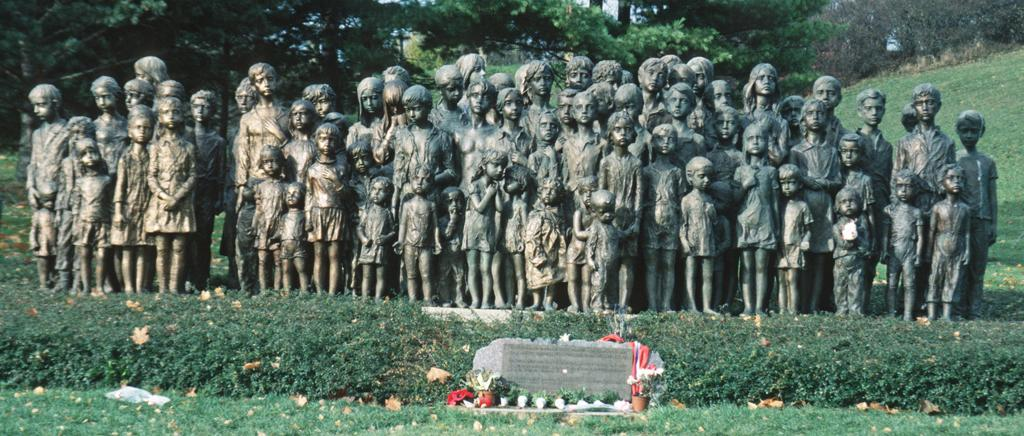
Monument voor de vermoorde kinderen van Lidice

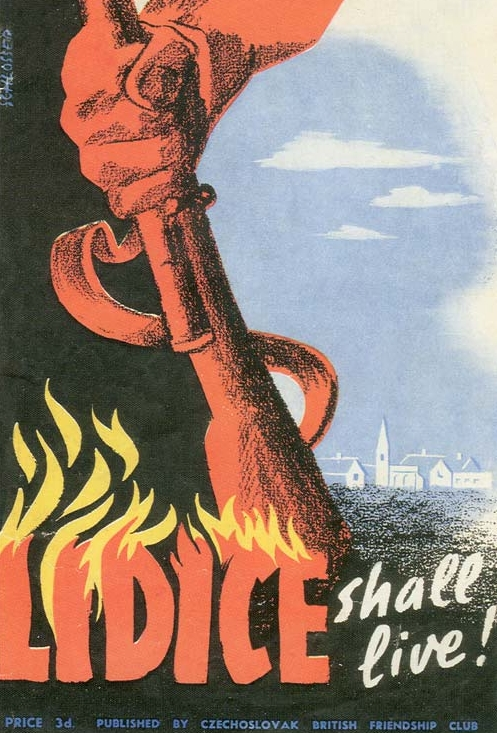
Britse propagandaposter

De slachting van Lidice was een bloedbad dat door de nazi's werd aangericht in het door hen bezette Protectoraat Bohemen en Moravië, nu Tsjechië, om het doden van Reinhard Heydrich door partizanen te vergelden. Op 10 juni 1942 werden 173 mannen uit Lidice geëxecuteerd. Andere dorpsbewoners werden weggevoerd naar vernietigingskampen. In totaal lieten ongeveer 340 van de 503 bewoners het leven (192 mannen, 60 vrouwen en 88 kinderen). De overlevenden keerden na de oorlog terug naar hun verwoeste dorp.

## Geschiedenis
In 1942 was Reinhard Heydrich de gouverneur van het Protectoraat Bohemen en Moravië, dat sinds 1939 door Duitsland bezet was. Op de morgen van 27 mei 1942 werd hij door zijn chauffeur van zijn plattelandsvilla naar zijn kantoor in Praag gereden. Toen hij de wijk Libeň in Praag bereikte, pleegden twee Tsjechische verzetsstrijders, Jozef Gabčík en Jan Kubiš, een aanslag op hem. Deze Tsjechische ex-soldaten waren na hun opleiding in het Verenigd Koninkrijk in december 1941 in Tsjechoslowakije geparachuteerd als deel van operatie Anthropoid. Heydrich overleed acht dagen na de aanslag, op 4 juni 1942, in het Bulovka-ziekenhuis te Praag aan de gevolgen van een infectie. Een woedende Hitler beval Kurt Daluege, Heydrichs vervanger, om in Bohemen door bloed te waden en de moordenaars te vinden. De Duitsers begonnen met een omvangrijke wraakactie tegen de Tsjechische burgerbevolking.
De bekendste van deze wraakacties vond op 9 juni plaats. Duitse veiligheidspolitie omsingelde het dorp Lidice, en versperde alle vluchtwegen. De nazi's kozen dit dorp omdat het bekend was dat de bewoners de Duitse bezetting vijandig gezind waren en omdat ze vermoedden dat in Lidice lokale partizanen verborgen zaten. De gehele bevolking werd uit hun huizen gejaagd en verzameld. Alle mannen ouder dan 15 werden in een schuur opgesloten en de volgende dag doodgeschoten. Negentien andere mannen die op dat ogenblik in een mijn aan het werken waren en zeven vrouwen werden naar Praag gestuurd, waar ook zij werden doodgeschoten. De overgebleven vrouwen werden naar het concentratiekamp Ravensbrück getransporteerd, waar een kwart van hen stierf door uitputting of in de gaskamers. De kinderen gingen naar een concentratiekamp in de Gneisenaustraat in Łódź (huidig Polen), waar ze volgens raskenmerken werden gesorteerd. Degenen die aan de zogenaamde Arische kenmerken voldeden gingen naar Duitsland (na de oorlog kwamen de meesten van hen terug), de rest werd vergast in Chełmno. Het dorp zelf werd door bulldozers met de grond gelijk gemaakt. Een originele film, gemaakt door een Duitse soldaat, is bewaard gebleven.
Het kleine Tsjechische dorp Ležáky werd twee weken later ook vernietigd. Daar werden zowel mannen als vrouwen doodgeschoten. Arische kinderen werden naar Duitsland gestuurd en andere kinderen werden vergast.
Het totale aantal slachtoffers van de wraakacties wordt op 1300 geschat. Dit cijfer is inclusief verzetsstrijders, hun sympathisanten en willekeurige slachtoffers, zoals de bewoners van Lidice.
De nazipropaganda heeft de gebeurtenissen in Lidice trots aangekondigd, in tegenstelling tot de andere slachtingen en misdaden in Europa die geheimgehouden werden. Deze informatie werd door de geallieerde media opgepikt en gebruikt in hun propaganda. In de Verenigde Staten werd Hitler's Madman uitgebracht, een film over Lidice.
Churchill wilde het bloedbad van Lidice vergelden door drie Duitse dorpen te laten platbombarderen door de Royal Air Force. De tegenstanders van dit plan haalden het. Volgens Archibald Sinclair zou het afleiden van de eigenlijke militaire doelen en Clement Attlee betwijfelde of het nuttig zou zijn met de Duitsers te beginnen concurreren in vreselijkheid.
Na de oorlog werden Kurt Daluege en Karl Hermann Frank wegens hun rol bij deze slachting ter dood veroordeeld en opgehangen.

## Verfilming
In 2011 is er de Tsjechische-Slowaakse film Lidice uitgebracht over desbetreffende oorlogsgebeurtenissen met Karel Roden in de hoofdrol.

## Voetnoten
1. ↑  Andrew Roberts, Masters and Commanders. The Military Geniuses Who Led The West To Victory In World War II, 2009, p. 300-301

- Nationale Bibliotheek van Tsjechië: ph120361

Ardeatijnse-grotten · Babi Jar · Bleiburg · Bronnaja Gora · Butrimonys · Canicattì · Changjiao · Chatyn · Distomo · Glitiškės · Kamjanets-Podilsky · Katyn · Ležáky · Lidice · Maillé · Malmedy · Nanjing · Oradour-sur-Glane · Paneriai · Sochy · Trhová Kamenice · Tulle · Vinkt · Wereth